# Tactician (U-Boot)
HMS Tactician (Kennung: P314) war ein U-Boot der britischen Royal Navy im Zweiten Weltkrieg und danach.

## Geschichte
Die Tactician wurde am 13. November 1941 bei Vickers-Armstrong in Barrow auf Kiel gelegt. Der Stapellauf erfolgte am 29. Juli 1942. Die Tactician gehörte zu den Einheiten der T-Klasse, deren Druckkörper vernietet war. Das U-Boot wurde nach der Indienststellung am 29. November 1942 im Mittelmeer eingesetzt.
Am 5. Mai 1943 versenkte die Tactician zehn Seemeilen westlich von Grosseto bei 42° 34′ N, 10° 45′ O das italienische Hilfspatrouillenboot V17/Pia (385 BRT) mit dem Deckgeschütz. Am 12. Juni 1943 konnte das Boot mit dem Deckgeschütz fünf Seemeilen nordöstlich von Bari den italienischen Schoner Bice (1459 BRT) versenken. Zwei Tage später, am 14. Juni 1943 torpedierte und beschädigte es vor der albanischen Küste den italienischen Frachter Rosandra (8035 BRT), das Schiff sank am Folgetag.
Später wurde Tactician auf dem asiatischen Kriegsschauplatz eingesetzt. Dabei versenkte es am 28. Februar 1944 vor der malaiischen Küste bei Penang eine kleine japanische Einheit. Im gleichen Monat griff es erfolglos nördlich von Sumatra ein japanisches U-Boot mit Torpedos an. Am 27. Mai 1944 versenkte die Tactician zwei siamesische Segelschiffe.
Das U-Boot blieb nach dem Krieg in Dienst und operierte während des Koreakrieges vor den Küsten der Koreanischen Halbinsel und verlegte 1953 nach Neuseeland und später nach Australien.
Die Tactician wurde Ende 1963 in Newport (England) verschrottet.

## Kommandanten
- Lt.Cdr. Edward Arthur Woodward (August 1942 - 12. Dezember 1942)[5]
- Lt.Cdr. Anthony Foster Collett (12. Dezember 1942 - 1. Oktober 1944)[6]
- Lt. Charles Philip Bowers (1. Oktober 1944 - 15. November 1944)[7]
- Lt.Cdr. Norman Limbury Auchinleck Jewell (15. November 1944 - 25. Juni 1945)[8]
- Lt. William Henry Kett (25. Juni 1945 - 9. November 1945)[9]